# Ophthalmolabus janthinus
Ophthalmolabus janthinus là một loài bọ cánh cứng trong họ Attelabidae. Loài này được Fairmaire miêu tả khoa học năm 1899.